# Edin Junuzović
Edin Junuzović (* 28. April 1986 in Rijeka, SFR Jugoslawien) ist ein kroatischer Fußballspieler.

## Karriere
Edin Junuzović spielte bereits in seiner Jugend beim NK Orijent Rijeka und wechselte im Jahre 2004 in dessen Herrenmannschaft. Im Jahre 2006 wechselte er innerhalb seiner Geburtsstadt zum HNK Rijeka. 2007 wechselte er zum slowenischen Zweitligisten NK Krško. 2008 wurde er vom slowenischen Erstligisten Rudar Velenje verpflichtet. Nach seinen guten Leistungen ging der Stürmer 2009 nach Russland zu Amkar Perm. Seine nächste Station in Russland war der Zweitligaverein Dynamo Brjansk. Seit Frühjahr 2012 stand Junuzović beim kasachischen Erstligisten Schetissu Taldyqorghan unter Vertrag. 2013 wechselte der Stürmer zum Ligakonkurrenten Ordabassy Schymkent. 2015 begann er bei Qaisar Qysylorda und kehrte während der laufenden Spielzeit nach Schymkent zurück. Im Sommer 2016 beendete er sein dortiges Engagement und war in weiterer ein komplettes Jahr vereinslos, ehe er sich im Sommer 2017 dem slowenischen Erstligisten Rudar Velenje, bei dem er knapp zehn Jahre zuvor bereits gespielt hatte, anschloss. Bereits in der Winterpause 2017/18 wurde er, nach neun Meisterschaftsspielen und einem Treffer, wieder von seinen Pflichten entbunden und gilt seitdem wieder als vereinslos.